# Gobliiins
Gobliiins — квест от французской студии Coktel Vision, выпущенный для DOS и Macintosh в 1991 году. Затем последовали релизы для Amiga (1992), Atari ST (1992), iPhone (2010) и стрим-сервиса Blacknut (2018).

## Игровой процесс
Трём гоблинам — Хутеру (Hooter), Дуэйну (Dwayne) и БоБо (BoBo) — необходимо найти причину внезапного недомогания короля гоблинов, а затем и проучить эту самую «причину». Каждый персонаж имеет свою особенность — Хутер умеет подбирать и использовать предметы, Дуэйн умеет заколдовывать предметы, а БоБо просто очень сильный — умеет бить кулаком и лазать по верёвкам и столбам.
Игроку предстоит провести гоблинов через 22 экрана, наполненных не всегда логичными, но забавными и смешными головоломками.

## Продолжения
Сиквел Gobliins 2: The Prince Buffoon вышел в следующем году на 4-х платформах (и в 2011 на iPhone), третья часть Goblins Quest 3  — в 1993 году для DOS, Macintosh и Amiga. Эти первые три части были выпущены для Windows одним паком в 2010 году, а в 2014 году появилась адаптация для Android. 
В 2009 году вышло продолжение серии — игра Gobliiins 4 (мировой издатель — Snowberry Connection, издатели в России — 1С/Snowball Studios).